# Boulogne-la-Grasse
Boulogne-la-Grasse är en kommun i departementet Oise i regionen Hauts-de-France i norra Frankrike. Kommunen ligger i kantonen Ressons-sur-Matz som tillhör arrondissementet Compiègne. År 2022 hade Boulogne-la-Grasse 466 invånare.

## Befolkningsutveckling
Antalet invånare i kommunen Boulogne-la-Grasse
| Referens: INSEE |